# 門諾鎮區 (堪薩斯州馬里昂縣)
門諾鎮區（英語：Menno Township）為美國堪薩斯州馬里昂縣轄下的鎮區。2010年美国人口普查中此鎮區人口有330人。

## 地理
門諾鎮區涵蓋總面積為93.4平方（36.05平方英里），其中陸地面積為93.2平方（36.00平方英里），水域面積為0.13平方（0.05平方英里）或0.14%。海拔高度1,476（4,843英尺）。

## 人口統計
根據2010年美國人口普查，門諾鎮區人口有330人，其中男性有184人，女性有146人，人口密度為每平方公里3.54人，住房計127戶。鎮區內的白人有319人，非裔美國人有3人，美洲原住民有1人，亞裔美國人有0人，太平洋島裔美國人有0人，其他種族有2人，混血種族則有5人。此外鎮區內有7人為西班牙裔或拉丁裔美國人。此鎮區之年齡中位數為43.7歲，而男性年齡中位數為40.5歲，女性年齡中位數為0.0歲。

## 交通

### 主要公路
- 15號堪薩斯州州道